# Serie 2500 de CP
La Serie 2500 se refiere a una familia de locomotoras de tracción eléctrica, que fueron utilizadas por la operadora Caminhos de Ferro Portugueses y por su sucesora, Comboios de Portugal.

## Historia
La primera serie de locomotoras preparadas para funcionar en líneas electrificadas en tensión monofásica con una frecuencia de 50 Hz, remolcaron, desde su entrada en funcionamiento, en 1956, hasta los años 90, composiciones de pasajeros y mercancías; a partir de esta fecha, sus servicios se ceñirán, principalmente, a la tracción de mercancías. Fueron totalmente retiradas de servicio en 2009, con la entrada en funcionamiento de las locomotoras de la Serie 4700. La locomotora número 2501 fue conservada en el Museo Nacional Ferroviário, con el esquema de colores original, verde y blanco.
El 17 de mayo de 1997, fue organizada una composición especial, formada por una locomotora de esta serie y varias vagones Schindler, integrada en las conmemoraciones de los 40 años de la electrificación de la Línea de Sintra.

## Características
- Explotación
  - Servicio: Línea[1]
  - Año de Entrada en Servicio: 1956[2]
- Otros datos

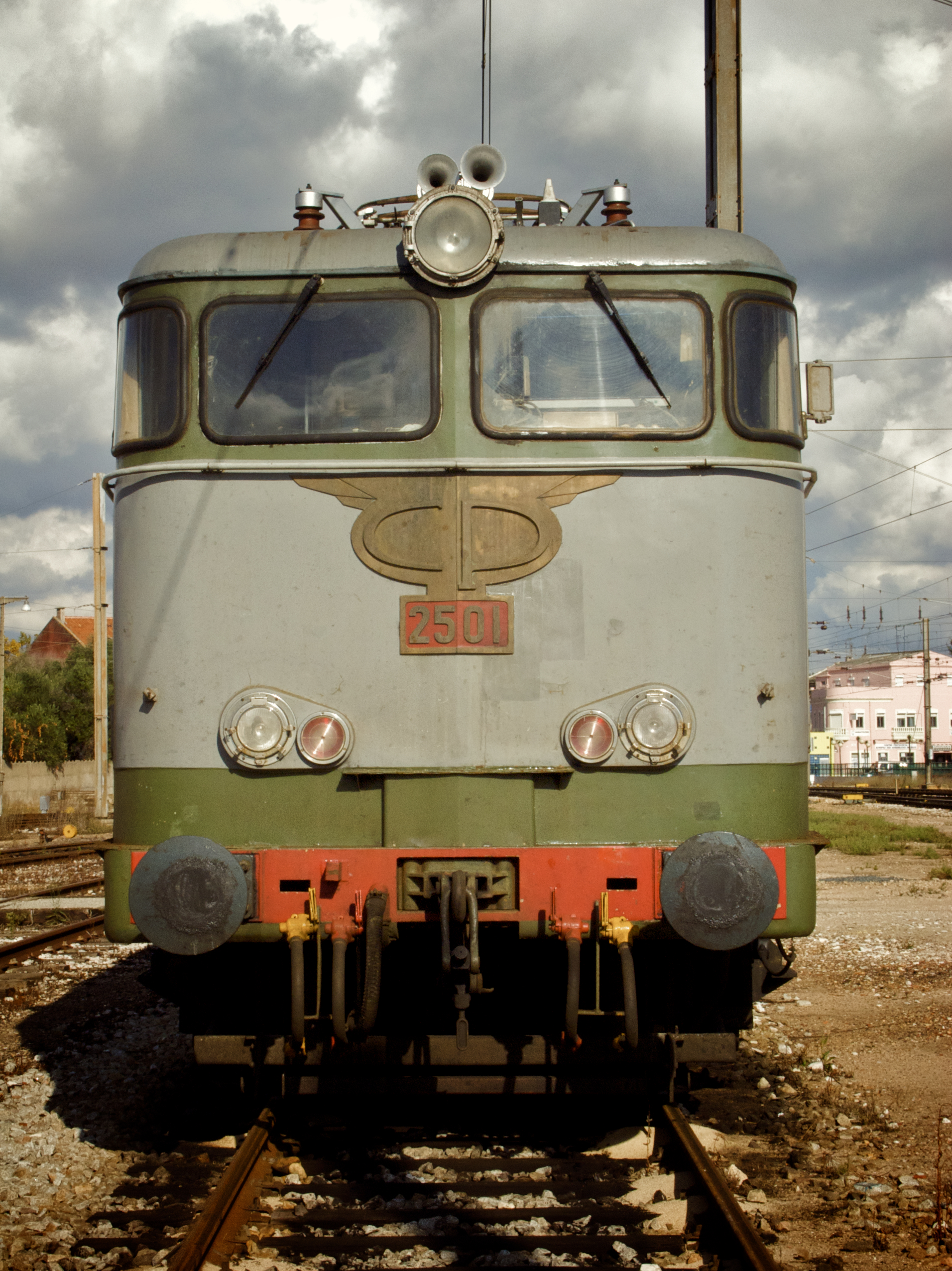
Locomotora número 2501, preservada con el esquema de colores original, en el Museo Nacional Ferroviário, en Entoncamento.

  - Nº de Unidades Construidas: 15 (2501-2515)[4]
  - Numeración UIC de la Serie: 9 0 94 0 272501 a 2515
  - Ancho de Via: 1668mm[4]
  - Disposición de ejes: Bo' Bo'[2]
  - Número máximo de unidades en tracción múltiple: 2
  - Tipo de locomotora (constructor): Bo Bo 2500[4]
  - Tipo de ja: Ángulo macio[4]
- Partes mecânicas
  - Constructor: Groumpment d'Étude et d'Electrification de Chemins de Fer en Monofasé 50Hz,[4] Alstom,[1] Henschel.
- Equipamiento de tracción
  - Tipo: Eléctrico[1]
  - Construtor: Alstom,[4] Siemens, Jeumont-Schneider
  - Cantidad: 4[4]
  - Tipo (constructor): TAO - 645 A1[4]
  - Características: Totalmente suspendidos, ventilación forzada
  - Transformador: Alstom, 4365 kVA (25 kV)
  - Tensión de Funcionamiento: 25kV / 50Hz[1]
  - Peso en marcha: 72 t[4]
  - Rectificadores de Silício:
    - Fabricante: Jeumont-Schneider
    - Configuración: Diodos en "Push-Pull"
    - Corriente inicial máxima: 3000 A
- Transmisión
  - Constructor: Alstom
- Sistemas de frenado
  - Constructor: Freins Jourdain-Monneret
- Sistema de Hombre Muerto
  - Constructor: Oerlikon
- Configuración
  - Velocidad Máxima: 120 km/h[1]
  - Esfuerzo máximo de tracción inicial: 19.500 kg / 191 kN[4]
  - Factor de adherencia: 0,27
  - Esfuerzo de tracción a velocidad máxima: 4.500 kg
  - Potencia nominal (ruedas): 2053 kW / 2790 CV[2]
- Dimensiones
  - Largo (entre topes): 15,380 m
  - Altura (con pantógrafo bajado): 4,45 m
  - Anchura: 3,105 m
  - Diâmetro de Ruedas (nuevas): 1,300 m[4]